# Xavier Bichat
Marie François Xavier Bichat  (Thoirette, 14 de noviembre de 1771 - París, 22 de julio de 1802), más conocido como Xavier Bichat, fue un médico, biólogo, anatomista y fisiólogo francés.

## Biografía

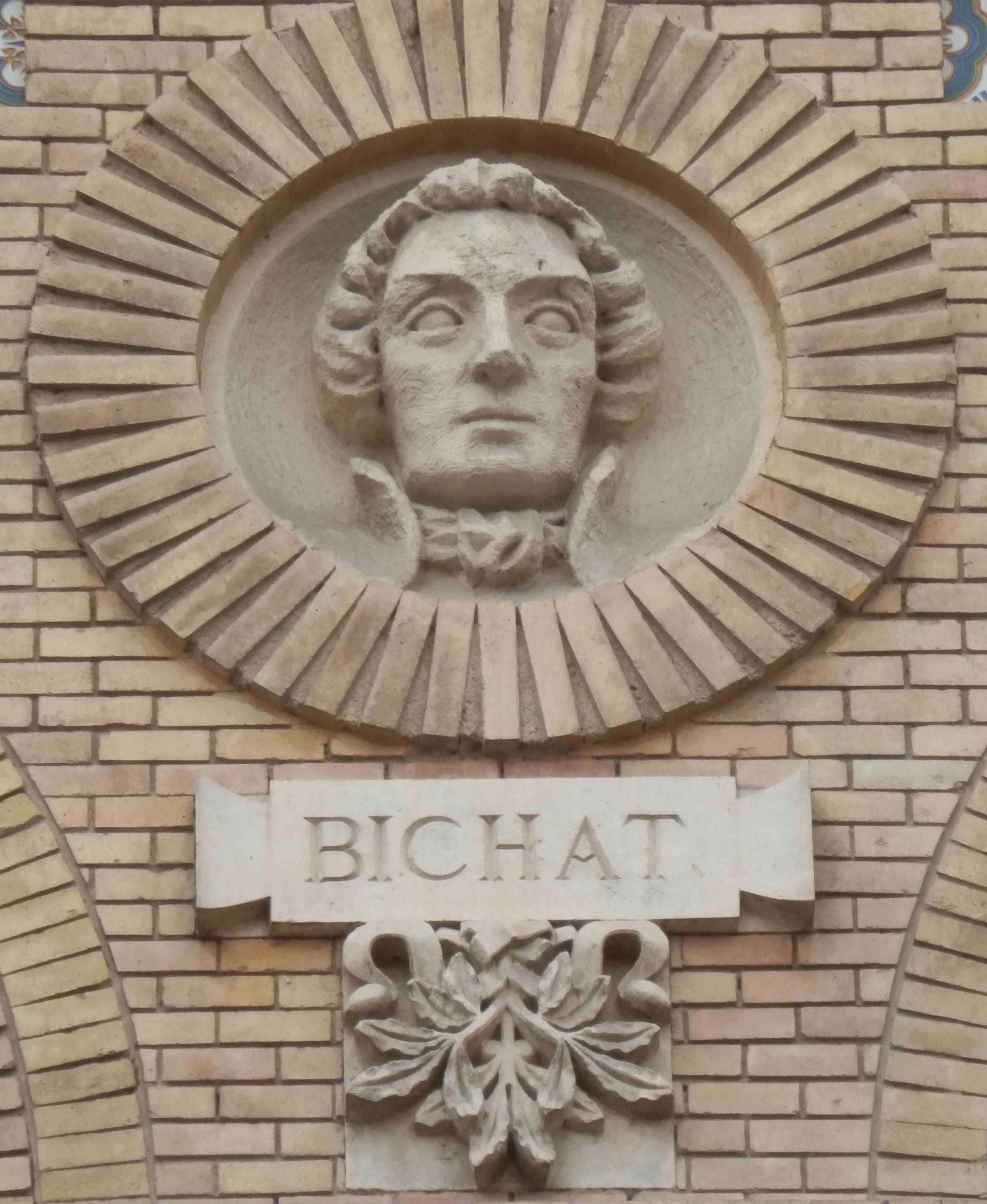
Xavier Bichat

Marie François Xavier Bichat comienza sus estudios de medicina en Lyon bajo la dirección de Marc-Antoine Petit. En 1793 se traslada a París, donde Pierre Joseph Desault reconoce rápidamente sus capacidades y se convierte desde entonces en su protector. A la muerte de Desault, Bichat completó y publicó su obra.
En 1797, Bichat comienza a dar clases de medicina, actividad que a partir de 1800 compagina con su ejercicio como médico del Hôtel-Dieu de París. Al mismo tiempo, se dedica a la investigación anatómica, publicando grandes tratados, siendo su principal obra la Anatomía general, aplicada a la fisiología y a la medicina, completada y ampliada póstumamente (tras la muerte de Bichat) por Pierre Augustin Béclard. El 22 de julio de 1802, Bichat muere a la edad de 30 años, 14 días después de haber sufrido una caída accidental por las escaleras en el Hôtel-Dieu de París. Su muerte fue retratada en un cuadro (Xavier Bichat mourant), de Louis Hersent. Fue enterrado en el cementerio de Père-Lachaise.[cita requerida]

## Obra

### Vitalismo
Bichat es una de las figuras más destacadas del vitalismo, corriente filosófica que se expandió por Europa como reacción ante el materialismo mecanicista que había imperado durante la primera parte del siglo XVII. Bichat defendió la irreductibilidad de la vida a la materia inerte:

La ciencia de los cuerpos organizados debe ser tratada de una manera completamente diferente de aquellas que tienen como objeto a los cuerpos inorgánicos. Sería necesario, por decirlo así, emplear un lenguaje diferente, pues la mayoría de los términos que transferimos de las ciencias físicas a las de la economía animal o vegetal nos recuerdan constantemente ideas que no se corresponden de ninguna manera con los fenómenos de esta ciencia. Si la fisiología hubiera sido cultivada por los hombres antes que la física, como lo ha sido esta antes que aquella, estoy convencido de que se habrían hecho numerosas aplicaciones de la primera en la segunda, que hubieran visto los ríos transcurriendo por la excitación tónica de sus riberas, cristales reuniéndose por la excitación que ejercen sobre su sensibilidad recíproca, plantas moviéndose por su irritación recíproca a grandes distancias, etc. (...) La fisiología habría progresado más si cada uno no hubiera importado ideas de las ciencias que llamamos accesorias, pero que son esencialmente diferentes. La física, la química, etc., se tocan porque las mismas leyes presiden sus fenómenos; pero un inmenso intervalo las separa de la ciencia de los cuerpos orgánicos, pues existe una enorme diferencia entre estas leyes y las de la vida. Decir que la fisiología es la física de los animales es dar una idea extremadamente inexacta; del mismo modo, desearía decir que la astronomía es la fisiología de los astros.
Bichat, 1800: 58-59

### Funciones animales y funciones vegetativas
Bichat (1771-1802) investigó en detalle la distinción establecida por Aristóteles y Buffon entre las funciones vegetativas y orgánicas. En primer lugar, Bichat clasifica las funciones, que permiten la supervivencia del organismo, ejemplo, la respiración nutrición,el transporte de sustancia y la excreción; en individuales y específicas. A su vez, entre las funciones específicas distingue aquellas pertenecientes a la vida animal y aquellas pertenecientes a la vida orgánica (Anatomie Generale, 1801):
- La vida animal se refiere a aquellas funciones que conectan al animal con los otros cuerpos. Los órganos asociados a ella son los nervios, el cerebro (el órgano central), los órganos de los sentidos y los músculos de la voluntad.
- La vida vegetal es aquella responsable de la digestión, la circulación, la respiración, la exhalación, la absorción, la secreción, la nutrición, la calorificación. El órgano central es el corazón.

Las diferencias entre ambos tipos de vida son múltiples:
- Desde el punto de vista estructural, la vida orgánica está caracterizada por la asimetría, mientras que la vida animal está caracterizada por la simetría.
- Desde el punto de vista de la influencia del hábito, mientras este juega un papel esencial en la vida animal, en la vida orgánica el hábito no desempeña ningún papel: en la vida vegetal, los órganos alcanzan su perfección independientemente del uso, mientras que los órganos de la vida animal requieren una educación para desarrollarse.

Concepto de nutrición
Incorporación de sustancias del medio ambiente y su transformación en el interior del organismo.
Sistemas relacionados con la nutrición
- Boca: digestión mecánica y digestión química mediante la saliva.
- Faringe y esófago: vía digestiva, conductos de paso.
- Estómago: continúa la digestión.
- Intestino delgado: donde se completa la digestión y se realiza la absorción de los alimentos.
- Intestino grueso: ocurre la absorción de agua y se forman las heces fecales.
- Ano: se eliminan los productos desechos de la digestión (egestión).

Concepto de transporte de sustancias
Es el movimiento de sustancias útiles hacia cada una de las células y de desechos hacia las estructuras escretoras. Sistema vinculado con esta función en los animales y el hombre,el sistema circulatorio.

### Histología
Bichat ha pasado a la historia de la medicina por ser el gran renovador de la anatomía patológica, convirtiéndose en el fundador de la histología moderna. A través de la autopsia y la experimentación fisiológica, Bichat estudió los tejidos como unidades anatómicas fundamentales para la explicación de las propiedades fisiológicas y las modificaciones patológicas del organismo.
Bichat adopta las ideas de Théophile de Bordeu y Paul Joseph de Barthez sobre la fuerza vital, pero distingue la vida animal de la vida orgánica, concentrándose en esta última, tratando de encontrar una vitalidad propia a cada tejido.

## Publicaciones
- Traité des membranes (1800)[2]
- Recherches physiologiques sur la vie et la mort (1800)[3]
- Anatomie générale appliquée à la physiologie et à la médecine, 4 vol., 1801[4]
- Anatomie descriptive, 1801-1803, 5 vol.

## Homenajes
- Su nombre se encuentra grabado en la lista de 72 científicos de la Torre Eiffel.